# Guilick
G. Guilick et Cie war ein französischer Hersteller von Automobilen.

## Unternehmensgeschichte
Der Belgier Charles Guilick gründete 1908 das Unternehmen in Maubeuge als Werkstatt. Ab 1912 war er als Zulieferer für die Automobilindustrie tätig. Er begann 1914 mit der Produktion von Automobilen. Der Markenname lautete Guilick. Der Vertrieb beschränkte sich überwiegend auf Nordfrankreich und Belgien. 1929 endete die Produktion.

## Fahrzeuge
Im Angebot standen Modelle mit Vierzylindermotoren. Für den Antrieb sorgten Einbaumotoren von Altos, Aster, CIME, Fivet und Ruby.